# 25 décembre
Pour les articles homonymes, voir Vingt-Cinq-Décembre.
25 novembre 25 janvier
Chronologies thématiques
- Croisades
- Ferroviaires
- Sports
- Disney
- Anarchisme
- Catholicisme

Abréviations / Voir aussi
- (° 1852) = né en 1852
- († 1885) = mort en 1885
- a.s. = calendrier julien
- n.s. = calendrier grégorien
- Calendrier
- Calendrier perpétuel
- Liste de calendriers
- Naissances du jour

Le 25 décembre est le 359e jour de l'année du calendrier grégorien, le 360e en cas d'année bissextile.
C'est le jour de la fête devenue chrétienne de Noël. Il reste ensuite 6 jours avant la fin de l'année.
C'était généralement le 5e jour du mois de nivôse dans le calendrier républicain français, officiellement dénommé jour du chien.

## Événements

### Iersiècle
- 1 Anno Domini, sinon 0 : date de naissance conventionnelle de Jésus de Nazareth, choisie comme origine de notre ère dite de ce fait « chrétienne » (cf. année 354 ci-après). Cette date ne correspond pas à la chronologie historique car il serait né durant le règne de l'empereur romain César Auguste, et le gouvernorat d'occupation romaine de Quirinius en Syrie (Lc 2:1, 2). L'estimation généralement retenue par les historiens et exégètes actuels va de 7 à 5 av. J.-C. (cf. Noël, du latin natalis, la Nativité).Le pape Libère qui en 354 aurait décidé que la naissance de Jésus serait célébrée chaque 25 décembre (cf. célébrations in fine).

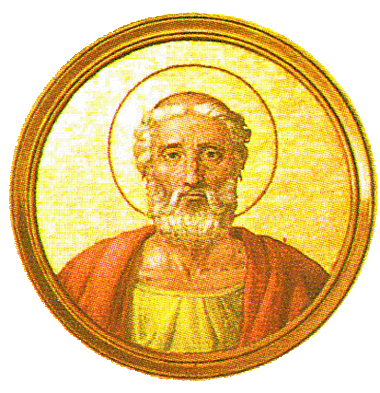
Le pape Libère qui en 354 aurait décidé que la naissance de Jésus serait célébrée chaque 25 décembre (cf. célébrations in fine).

### IIIesiècle
- 274 : l'empereur romain Aurélien inaugure le temple du Soleil, sur le Champ de Mars de sa capitale.

### IVesiècle
- 333 : l'empereur romain Constantin Ier « le Grand » élève son fils Constant, futur « Constant Ier », à la dignité de « césar ».
- 354 : le pape Libère (Libérius) fixe la date de la naissance du Christ au 25 décembre (image ci-contre).

### Vesiècle
- 438 : le Sénat de Rome enregistre officiellement le code de lois théodosien, rédigé par une commission de juristes nommée par l'empereur Théodose II en 429 (Empire romain de nouveau).
- 496, 497, 498 ou 499 : à Reims, en Gaule et actuelle France, baptême de Clovis (Ier), roi des Francs.

### VIIesiècle
- 604 : victoire de Thierry II sur Clotaire II, à la bataille d'Étampes (actuelle Île-de-France).[réf. nécessaire]

### VIIIesiècle
- 800 : à Rome, Charlemagne est couronné empereur d'Occident par le pape Léon III.

### IXesiècle
- 820 : l'empereur Léon V est assassiné dans l'église de Sainte-Sophie de Byzance par son favori Michel II « le Bègue », qui fonde la dynastie amorienne.
- 875 : Charles II « le Chauve », roi de Francie occidentale et l'un des petits-fils de Charlemagne (Charles Ier « Magnus / le Grand »), est à son tour couronné empereur d'Occident à Rome, par le pape Jean VIII.

### Xesiècle
- 987 : Hugues Capet associe au trône de France son fils Robert, futur deuxième roi capétien, Robert II « le Pieux ».
- 1000 : Étienne Ier, duc des Magyars, devient le premier roi de Hongrie, couronné par le pape Sylvestre II.

### XIesiècle
- 1025 : couronnement de Mieszko II Lambert de Pologne.
- 1066 : couronnement du Normand Guillaume le Conquérant et de son épouse Mathilde de Flandre, comme roi et reine d'Angleterre, à l'abbaye de Westminster de Londres, dans l'Angleterre qu'ils conquièrent.
- 1076 : couronnement de Boleslas II « le Généreux » comme roi de Pologne.
- 1100 : couronnement de Baudouin de Boulogne comme premier roi de Jérusalem (croisade).

### XVesiècle
- 1429 : affamées, les troupes de Jeanne d'Arc doivent lever le siège de la Charité-sur-Loire.

### XVIesiècle
- 1582 : par suite de l'application du calendrier grégorien, le 14 décembre est directement suivi du 25 décembre 1582 aux Pays-Bas espagnols.
- 1599 : au Brésil, fondation de la ville de Natal.

### XVIIIesiècle
- 1745 : paix de Dresde qui met fin à la deuxième guerre de Silésie, opposant l'Autriche à la Prusse.
- 1797 : Bonaparte est élu à l'Institut[1].
- 1800 : l'armée révolutionnaire française, sous le commandement du général Brune, bat les Autrichiens commandés par Bellegarde à la bataille de Pozzolo ; l'armistice de Steyr met fin aux affrontements armés entre les belligérants.

### XIXesiècle
- 1831 : début de la grande révolte jamaïcaine des esclaves.
- 1898 : mort du poète Georges Rodenbach, auteur de Bruges-la-Morte.

### XXesiècle
- Première Guerre mondiale :
  - en 1914, une trêve de Noël germano-franco-britannique commence ;
  - en 1916 :
    - Joffre, le vainqueur de la Marne, est nommé maréchal de France [2]
    - le général Nivelle remplace le général Joseph Joffre, au poste de commandant en chef des armées françaises.
- 1920 : naissance du Parti communiste français au Congrès de Tours.
- 1926 : avènement de l'empereur du Japon Hirohito.
- 1941 : Hong Kong se rend aux forces japonaises (Seconde Guerre mondiale).
- 1960 : des militants écossais volent la pierre du couronnement dans l'abbaye anglaise de Westminster à Londres.
- 1969 : des vedettes de Cherbourg quittent la France pour gagner Haïfa.
- 1978 : début de l'invasion du Cambodge « khmer rouge » par les troupes vietnamiennes[3].
- 1991 : Mikhaïl Gorbatchev démissionne par une allocution en direct à la télévision russe de son poste de président de l'Union soviétique, mettant ainsi fin de facto à l'existence officielle de cette dernière[4].
- 1998 : les chefs des Khmers rouges, Khieu Samphân et Nuon Chea, sont livrés aux autorités cambodgiennes par l'armée thaïlandaise.

## Arts, culture et religion
- 0000 (25/12/0000) : dans le film américain de comédie de science-fiction de 1985 Retour vers le futur, date purement fantaisiste (cf. Ier   et   IVe siècles supra, en particulier) mais dans un premier temps furtivement et sérieusement envisagée et proposée par le Doc Emmett Brown à son ami Marty McFly pour tester sa voiture DeLorean à remonter le temps, afin d'assister « par exemple » à la naissance même du Christ, cette date s'affichant d'abord en cristaux liquides 25/12/0000 sur le programmateur dudit véhicule[5].
- 537 : inauguration de la basilique Sainte-Sophie par l'empereur Justinien, à Constantinople.
- 1559 : Jean Ange de Médicis est élu pape sous le nom de Pie IV.

## Fiction
- 25 décembre 58, 10h36, court-métrage de Diane Bertrand.

## Sciences et techniques
- 1758 : comme prévu par l'astronome britannique Edmond Halley, la comète qui porte son nom fait son apparition dans le ciel.
- 1953 : Louis Michon procède à la première transplantation rénale sur le jeune Marius Renard.
- 2003 : la sonde Mars Express se met en orbite autour de la planète Mars.
- 2021 : le télescope spatial James-Webb (photo) est lancé par une fusée Ariane 5 depuis le Centre spatial guyanais[6].

## Économie, société et médias
- 2011 : 43 morts et 73 blessés dans l'attentat contre l'église Sainte-Thérèse à Madalla.
- 2018 : 3 kamikazes attaquent le bâtiment du ministère des Affaires étrangères à Tripoli, faisant 3 morts, dont un diplomate et 6 blessés  [7].
- 2023 : au Nigeria, des bandits tuent 160 personnes dans l'État de Plateau[8].
- 2024 :  au Kazakhstan, à Aktaou, un avion d'Azerbaijan Airlines s'écrase avec 67 personnes à bord ; 29 personnes ont survécu[9].

## Naissances

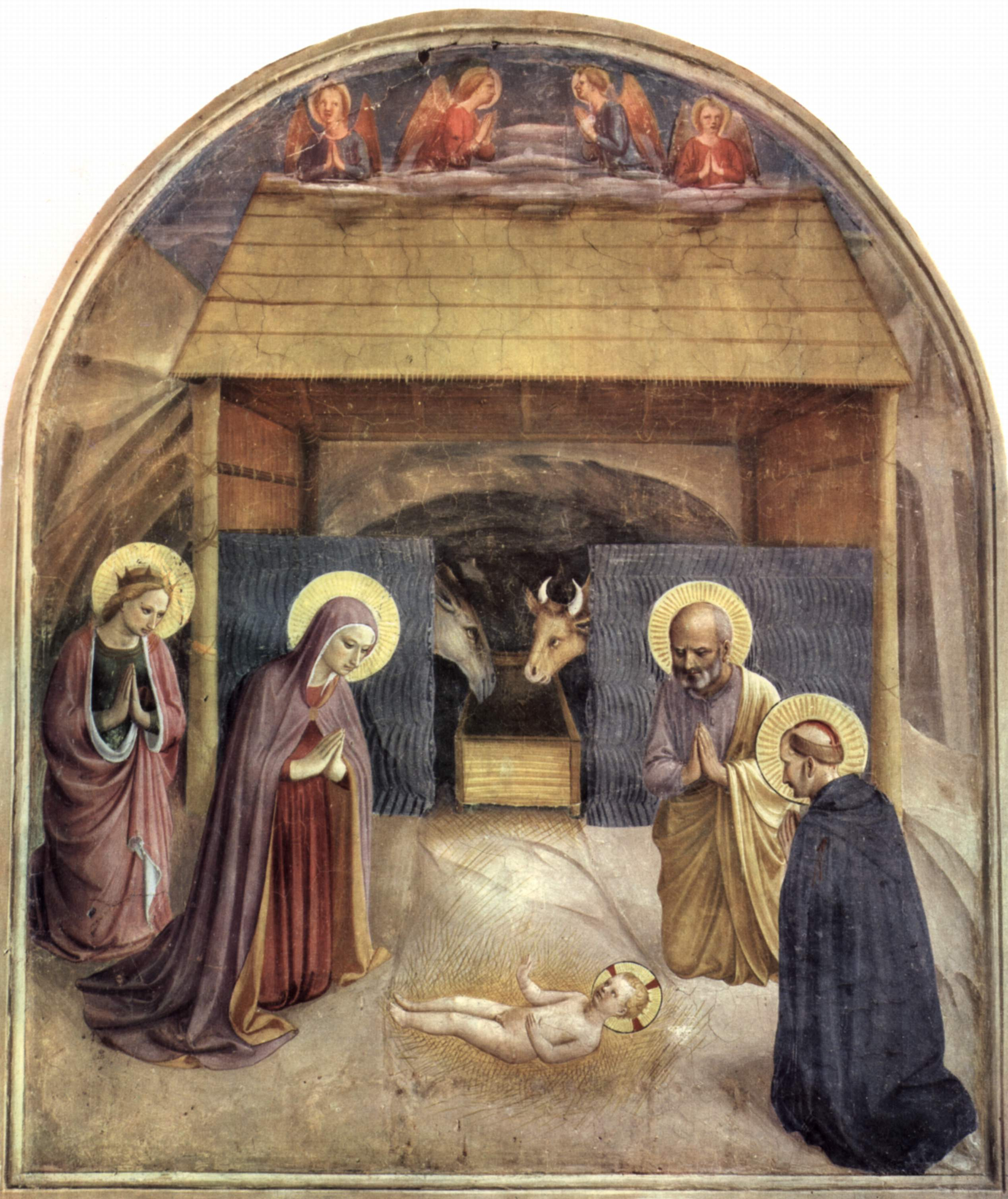
Représentation picturale de la Nativité de l'enfant Jésus et de son Adoration.

### XVesiècle
- 1424 : Marguerite d'Écosse, princesse écossaise († 16 août 1445).
- 1490 : Jean Marinoni, prêtre théatin italien béatifié († 13 décembre 1562).
- 1494 : Antoinette de Bourbon, première duchesse de Guise († 20 janvier 1583).

### XVIesiècle
- 1564 : 
  - Abraham Bloemaert, peintre et graveur néerlandais († 27 janvier 1651).
  - Johannes Buxtorf, hébraïsant suisse († 11 septembre 1629).
- 1577 : Noël Brûlart de Sillery, diplomate français († 26 septembre 1640).
- 1584 : Marguerite d'Autriche-Styrie, archiduchesse d'Autriche († 3 octobre 1611).
- 1590 : Kamei Masanori (亀井 政矩), daimyo japonais († 22 septembre 1619).
- 1594 : Samuel Petit, historien français († 12 décembre 1643).

### XVIIesiècle
- 1601 : Ernest Ier, duc de Saxe-Gotha († 26 mars 1675).
- 1609 : Charles Spon, médecin et érudit helléniste français († 21 février 1684).
- 1612 : Louis II de La Trémoille, duc de Noirmoutier († 12 octobre 1666).
- 1617 : Jean de Coligny-Saligny, militaire français († 16 avril 1686).
- 1620 : Louis-Charles d'Albert de Luynes, traducteur et moraliste français († 10 octobre 1690).
- 1624 : Angelus Silesius, médecin, prêtre, poète, écrivain, clerc allemand († 9 juillet 1677).
- 1628 : Noël Coypel, artiste-peintre français († 24 décembre 1707).
- 1629 : Philippe de La Chièze, architecte allemand († avril 1673).
- 1638 : Michel Bégon, administrateur et officier français († 14 mars 1710).
- 1642 (ou 4 janvier 1643 grégorien) : Isaac Newton, mathématicien, physicien, astronome, théologien et auteur anglais († 20 mars 1727, date julienne).
- 1650 : Claude Aveneau, missionnaire jésuite († 14 septembre 1711).
- 1652 : Samuel Bodmer, géomètre suisse († 3 octobre 1724).
- 1662 : François-Antoine Jolly, dramaturge et librettiste français († 30 juillet 1753).
- 1665 : Grizel Baillie, poétesse, compositrice et chroniqueuse écossaise († 6 décembre 1746).
- 1673 : Christoph Tausch, architecte et peintre jésuite autrichien († 4 novembre 1731).
- 1686 : 
  - Giovanni Battista Somis, violoniste et compositeur italien († 14 août 1763).
  - José Manuel da Câmara de Atalaia, cardinal portugais († 9 juillet 1758).
- 1690 : Manuel de Larramendi, écrivain, prêtre, philologue et historien basque espagnol († 29 janvier 1766).
- 1696 : Jean-Ernest de Saxe-Weimar, prince allemand († 1er août 1715).
- 1698 : Jacobus Houbraken, graveur hollandais († 4 novembre 1780).

### XVIIIesiècle
- 1711 :
  - Jean-Joseph Cassanéa de Mondonville, compositeur et violoniste français († 8 octobre 1772).
  - Mademoiselle Gaussin (Jeanne-Catherine Gaussem ou Marie-Madeleine dite), actrice française († 2 juin 1767).
- 1712 : Pietro Chiari, dramaturge, romancier et librettiste italien († 31 août 1785).
- 1716 : Charles Florimond Leroux, homme politique français († 16 décembre 1793).
- 1721 : William Collins, poète britannique († 12 juin 1759).
- 1730 : Noël Martin Joseph de Necker, médecin et botaniste d'origine française  († 30 décembre 1793).
- 1745 : Joseph Bologne de Saint-George, musicien et escrimeur français († 10 juin 1799).
- 1750 : Claude-Pierre de Delay d'Agier, écrivain et homme politique français († 4 août 1827).
- 1763 : Claude Chappe, pionnier français des télécommunications († 23 janvier 1805).
- 1771 : Charles Athanase Walckenaer, naturaliste français († 26 avril 1852).
- 1793 : Ludwig Thienemann, médecin et naturaliste allemand († 24 juin 1858).
- 1796 : Juan Esteban Pedernera, homme politique argentin († 1er février 1886).
- 1799 : Mark W. Izard, homme politique américain († août 1866)
- 1800 : John Phillips, géologue britannique († 24 avril 1874).

### XIXesiècle
- 1821 : Clara Barton, enseignante, infirmière et humanitaire américaine († 12 avril 1912).
- 1824 : Thomas McIlwraith, homme d'affaires et ornithologue canadien d'origine britannique († 31 janvier 1903).
- 1825 : Henri de Bornier, écrivain et académicien français († 28 janvier 1901).
- 1827 : Thomas B. Cuming, homme politique américain († 12 mars 1858).
- 1828 : Félix de Salm-Salm, prince allemand, officier pour le compte de la Prusse, de l'Autriche, des États-Unis et du Mexique († 18 août 1870).
- 1838 : Émile Bruchon, sculpteur-statuaire français († 14 février 1909).
- 1856 : 
  - Robert Nikolaïevitch Viren (Роберт Николаевич Вирен), amiral, gouverneur militaire russe († 1er mars 1917).
  - Pud Galvin, joueur de baseball américain († 7 mars 1902).
- 1868 : Eugenie Besserer, actrice américaine († 28 mai 1934).
- 1871 : Alexandre Scriabine (Александр Николаевич Скрябин), pianiste et compositeur russe († 14 avril 1915, dates juliennes).
- 1872 : Helena Rubinstein, esthéticienne, femme d'affaires et philanthrope américaine d’origine austro-hongroise « polonaise » († 1er avril 1965).
- 1873 : Nicol Smith, footballeur écossais († 6 janvier 1905).
- 1875 : Theodor Innitzer, cardinal autrichien, archevêque de Vienne (Autriche) de 1932 à 1955 († 9 octobre 1955).
- 1876 : Muhammad Ali Jinnah, homme politique pakistanais († 11 septembre 1948).
- 1877 : Harry Trihey, hockeyeur sur glace canadien († 9 décembre 1942).
- 1878 : 
  - Louis Chevrolet, concepteur d'automobiles et automobile américain d’origine suisse († 6 juin 1941).
  - Lucy Noël Leslie Martha, comtesse de Rothes, comtesse écossaise († 12 septembre 1956).
- 1881 : Albert Guyot, pilote automobile français († 24 mai 1947).
- 1885 : Jock Simpson, footballeur anglais († 4 janvier 1959).
- 1886 : Edward « Kid » Ory, tromboniste de jazz et chef d’orchestre américain († 23 janvier 1973).
- 1887 :
  - Conrad Hilton, homme d’affaires américain, fondateur de la chaîne d’hôtels Hilton († 3 janvier 1979).
  - Dorothy Peterson, actrice américaine († 3 octobre 1979).
  - Earle Foxe, acteur américain († 10 septembre 1973).
- 1899 : Octave Garnier, criminel français († 15 mai 1912).
- 1891 :
  - Clarence Victor « Clarrie » Grimmett, joueur de cricket australien († 2 mai 1980).
  - Poul Nielsen, footballeur danois († 9 août 1962).
  - Ewald André Dupont, réalisateur allemand († 12 décembre 1956).
- 1897 : Noël Delberghe, joueur de water-polo français († 17 septembre 1965).
- 1899 : 
  - Humphrey Bogart, acteur américain († 14 janvier 1957).
  - Frank Ferguson, acteur américain († 12 septembre 1978).
  - Oscar Polk, acteur américain († 4 janvier 1949).
- 1900 : Noël Boucheix, missionnaire et prélat catholique français († 7 mai 1985).

### XXesiècle
- 1901 : 
  - Milada Horáková, femme politique tchécoslovaque († 27 juin 1950).
  - Lucien Milhau, homme politique français († 20 janvier 1969).
  - Alice Montagu-Douglas-Scott, princesse Alice, duchesse de Gloucester († 29 octobre 2004).
  - Stephen Slesinger, producteur radio, ciné et télé américain, créateur de personnages de comics († 17 décembre 1953).
- 1902 :
  - Georg Dertinger, homme politique allemand († 21 janvier 1968).
  - Maurice Gallay, footballeur français († 15 août 1982).
  - William Henry Phelps Jr., homme d'affaires vénézuélien († 13 août 1988).
  - Barton MacLane, acteur et scénariste américain († 1er janvier 1969).
  - Tod Morgan (Albert Morgan Pilkington dit), boxeur américain († 3 août 1953).
  - Françoise d'Orléans, princesse de Grèce et de Danemark († 25 février 1953).
  - Piotr Poliakov (Пётр Петрович Поляков), botaniste russe († 2 janvier 1974).
  - Charles Pollock, peintre américain († 8 mai 1988).
  - Emmanuel Poncelet, homme politique belge († 18 janvier 1981).
  - Achille Tribouillet, joueur de water-polo français († 1968).
- 1903 : 
  - Lelio Basso, avocat et homme politique italien († 16 décembre 1978).
  - Joseph Edward Bromberg, acteur américain († 6 décembre 1951).
- 1904 : 
  - Harold Christensen, danseur, chorégraphe et maître de ballet américain († 20 février 1989).
  - Seiichi Funabashi (舟橋 聖一), écrivain japonais († 13 janvier 1976).
  - Gerhard Herzberg, chimiste et physicien canadien d'origine allemande († 3 mars 1999).
  - François Sommer, industriel et résistant français († 8 janvier 1973).
  - Bernard Vorhaus, réalisateur, scénariste et producteur américain († 23 novembre 2000).
- 1905 : 
  - Anton Ackermann, homme politique allemand († 4 mai 1973).
  - Lewis Allen, réalisateur britannique († 3 mai 2000).
  - Georges Burdeau, juriste français († 25 avril 1988).
  - Wayman Carver, musicien de jazz américain († 6 mai 1967).
  - Fernand Gravey (Fernand Mertens dit), acteur français († 2 novembre 1970).
  - Sergio Guerri, cardinal italien († 15 mars 1992).
  - Gottfried Köthe, mathématicien autrichien († 30 avril 1989).
  - Étienne Mattler, footballeur français († 23 mars 1986).
  - Lazare Rachline, industriel résistant français d'origine russe († 25 janvier 1968).
- 1906 : 
  - Louis Braillard, pilote automobile suisse († 1996).
  - Noël Burdeyron, agent secret français († date inconnue, à partir d'avril 1945).
  - Clark Clifford, homme politique américain, secrétaire de la Défense des États-Unis de 1968 à 1969 († 10 octobre 1998).
  - Martin Glaessner, géologue et paléontologue autrichien († 23 novembre 1989).
  - Ernst Ruska, physicien allemand, prix Nobel de physique en 1986 († 25 mai 1988).
- 1907 :
  - Élisabeth Lacoin, écrivaine française († 25 novembre 1929).
  - Gino De Biasi, footballeur italien († 20 novembre 1954).
  - Cabell « Cab » Calloway III, chef d'orchestre et musicien de jazz américain († 18 novembre 1994).
  - Kristian Johansson, sauteur à ski norvégien († 9 mars 1984).
  - Robert Leray, acteur français († 8 février 1996).
  - Mike Mazurki (Mikhaïl Mazurwski dit), acteur américain († 9 décembre 1990).
- 1908 : 
  - Paul Balmigère, homme politique français († 6 juin 1988).
  - Jean Cahen-Salvador, conseiller d'État français († 25 avril 1995).
  - William Benjamin « Ben » Chapman, joueur et manager américain de baseball († 7 juillet 1993).
  - Quentin Crisp, écrivain, mannequin, acteur et conteur anglais († 21 novembre 1999).
  - Lawrence Lariar, dessinateur de presse et scénariste de bande dessinée américain († 12 octobre 1981).
  - Helen Twelvetrees, actrice américaine († 13 février 1958).
  - Herman Wold, économiste et statisticien suédois († 16 février 1992).
- 1909 : 
  - Émile Janier, orientaliste arabisant et berbérisant français († 12 janvier 1958).
  - Noël Mailloux, psychologue québécois († 21 janvier 1997).
  - Carlos Santamaría Ansa, mathématicien, humaniste et écrivain espagnol († 30 décembre 1997).
  - Samuel « Sam » Silverman, promoteur de boxe américain († 9 juillet 1977).
  - Mary Shepard, illustratrice britannique († 4 septembre 2000).
  - Thomas Webster, skipper américain († 31 janvier 1981).
- 1910 : 
  - Franck Bourdier, préhistorien français († 16 mars 1985).
  - Marguerite Churchill, actrice américaine († 9 janvier 2000).
  - Bryan Grant, joueur de tennis professionnel américain († 5 juin 1986).
  - Zinoviy Kolobanov (Зиновий Григорьевич Колобанов), tankiste soviétique († 12 août 1994).
  - Oskar Stübinger, homme politique allemand († 27 juillet 1988).
  - Anatole de Grunwald, producteur de cinéma et scénariste britannique († 13 janvier 1967).
- 1911 : 
  - Louise Bourgeois, sculptrice et plasticienne française († 31 mai 2010).
  - Emma Brunner-Traut, égyptologue allemande († 18 janvier 2008).
  - Burne Hogarth, dessinateur de bande dessinée américain († 28 janvier 1996).
  - Emil Konopinski, scientifique nucléaire américain d'origine polonaise († 26 mai 1990).
  - Noel Langley, scénariste, réalisateur et producteur sud-africain († 4 novembre 1980).
  - Hector Rolland, homme politique français († 7 mars 1995).
  - André Thomas, directeur de la photographie français († 22 novembre 1956).
- 1912 : 
  - Michel Labrousse, historien français († 12 janvier 1988).
  - Aleksandar Živković, basketteur croate († 25 février 2000).
- 1913 : 
  - Jonathan Joseph « Candy » Candido, chanteur et acteur américain († 19 mai 1999).
  - Fritz Feßmann, militaire allemand († 11 octobre 1944).
  - Jean Grandmougin, journaliste français († 30 juin 1999).
  - George Koval (Жорж (Георгий) Абрамович Коваль), espion soviétique († 31 janvier 2006).
  - Tony Martin (Alvin Morris dit), chanteur et acteur américain († 27 juillet 2012).
  - Yvon Morandat, homme politique et résistant français († 8 décembre 1972).
  - Étienne Sadi Kirschen, professeur et économiste belge francophone († 19 janvier 2000).
- 1914 : 
  - Charles-Noël Barbès, avocat et homme politique québécois († 8 juin 2008).
  - Noël Chapuis, homme politique français († 12 avril 1990).
  - Noel Gayler, amiral américain († 14 juillet 2011).
  - Konrad Georg, acteur allemand  († 8 septembre 1987).
- 1915 :  
  - Louis-Albert Burkhalter, écrivain et musicien vaudois suisse († 13 mars 2004).
  - Louis van de Goor, joueur belge de basket-ball.
  - Wacław Król, pilote de chasse polonais († 15 juin 1991).
  - Pietro « Pete » Rugolo, arrangeur et chef d'orchestre de jazz, de pop et de musique de film et de télévision américain († 16 octobre 2011).
  - Marais Steyn, journaliste et homme politique sud-africain († 12 juillet 1998).
  - Richard Wilson, producteur et réalisateur américain († 22 août 1991).
- 1916 :
  - Addi Bâ, résistant français († 18 décembre 1943).
  - Ahmed Ben Bella (احمد بن بلة), homme politique algérien, président de l'Algérie de 1963 à 1965 († 11 avril 2012).
- 1918 : 
  - Antoine Riboud, homme d'affaires français († 5 mai 2002).
  - Anouar el-Sadate (أنور السادات), homme politique égyptien, président de l'Égypte de 1970 à 1981 et prix Nobel de la paix en 1978 († 6 octobre 1981).
- 1919 : 
  - Paul David, cardiologue québécois († 5 avril 1999).
  - Noëlla Rouget, résistante française déportée opposée à l'exécution de l'un de ses « bourreaux », témoin († centenaire le 22 novembre 2020).
- 1920 :
  - Marie-Joseph Le Guillou, dominicain, théologien et contemplatif français († 25 janvier 1990).
  - Noël Howard, réalisateur américain († 7 février 1987).
- 1921 :
  - Nisso Pelossof, photographe portraitiste français († 7 mai 2011).
  - André Rogerie, militaire et résistant français († 1er mai 2014).
- 1923 :
  - Maurice Fingercwajg, résistant français († fusillé le 21 février 1944).
  - René Girard, professeur de littérature comparée, philosophe chrétien et académicien français († 4 novembre 2015).
  - Maryan Marresch, footballeur français († 26 février 2005).
  - Charles-Noël Martin, physicien nucléaire français († 20 décembre 2005).
  - Sonia Olschanezky, espionne française († 6 juillet 1944).
  - Noël Vandernotte, rameur français († 18 juin 2020).
- 1924 :
  - Noël Lee, pianiste et compositeur américain († 15 juillet 2013).
  - Emmanuel de Margerie, diplomate français († 2 décembre 1991).
  - Georges Noël, artiste peintre et sculpteur français († 26 novembre 2010).
  - Rodman Edward « Rod » Serling, scénariste américain († 28 juin 1975).
- 1925 :
  - Carlos Castaneda, anthropologue américain († 27 avril 1998).
  - Mohamed Laradji, homme politique français († 29 juin 2008).
  - Samuel Patterson Smyth « Sam » Pollock, administrateur sportif québécois († 15 août 2007).
  - Ossi Reichert, skieuse alpine allemande († 16 juillet 2006).
- 1926 :
  - José Balarello, avocat et homme politique français († 25 février 2015).
  - Serge Bouillon, personnalité du théâtre français († 31 juillet 2014).
  - Enrique Jorrin, violoniste, chef d’orchestre et compositeur cubain († 12 décembre 1987).
  - Jacqueline Noëlle (Jacqueline Noëlle Larose dite), actrice française († 29 juillet 2020).
- 1927 :
  - Georges Besse, dirigeant d'entreprise français († 17 novembre 1986).
  - Jacob Nelson « Nellie » Fox, joueur de baseball américain († 1er décembre 1975).
  - René Hauss, footballeur et entraîneur français († 6 décembre 2010).
  - Ram Narayan (राम नारायण), musicien indien. († 9 novembre 2024).
- 1928 :
  - Jacques Charpentreau, écrivain et poète français († 8 mars 2016).
  - André Chène, homme politique français († 16 novembre 1996).
  - Élie-Charles Flamand, poète et écrivain français († 25 mai 2016).
  - Dick Miller, acteur américain († 30 janvier 2019).
- 1929 : 
  - Albert Bitran, peintre et sculpteur français († 9 novembre 2018).
  - Jean-Louis Le Goff, acteur français († 26 février 2017).
- 1930 : Noël Cunningham-Reid, pilote automobile britannique († 26 septembre 2017).
- 1931 : Simone Garnier, animatrice de télévision française.
- 1932 : Georges Deniau, joueur et entraîneur français de tennis.
- 1933 : 
  - Joachim Meisner, prélat allemand († 5 juillet 2017).
  - François de Closets, journaliste français.
  - Larry Cahan, hockeyeur sur glace canadien († 25 juin 1992).
- 1934 : 
  - Gerald D. Griffin, ingénieur américain.
  - Giancarlo Baghetti, pilote automobile d'endurance italien († 27 novembre 1995).
- 1935 : 
  - Amaury Epaminondas, footballeur brésilien († 31 mars 2016).
  - Samira Tawfiq, chanteuse et actrice libanaise.
  - Henk van der Grift, patineur de vitesse néerlandais.
- 1936 : Ismail Merchant, producteur et réalisateur d'origine indienne († 25 mai 2005).
- 1937 : 
  - Marcel Maréchal, acteur et metteur en scène français († 11 juin 2020).
  - Khaled Nezzar, homme politique et militaire algérien.
  - Oleg Grigoriev, boxeur russe, champion olympique.
- 1938 : 
  - Alain Marion, flûtiste de concert et pédagogue français († 16 août 1998).
  - Noël Picard, hockeyeur professionnel canadien († 6 septembre 2017).
  - Charles Miossec, homme politique français († 12 avril 2020).
  - Jens Winther, pilote automobile danois.
- 1939 : 
  - Royce D. Applegate, acteur américain († 1er janvier 2003).
  - Isao Natsuyagi, acteur japonais († 11 mai 2013).
- 1941 :
  - Pierre Chassigneux, haut fonctionnaire français.
  - Noël Le Graët, dirigeant sportif français et breton.
  - Guido Reybrouck, coureur cycliste belge.
- 1942 :
  - Jean-Baptiste Bosson, ingénieur et chef d'entreprise français.
  - Michel Charzat, homme politique français, ancien maire du 20e arrondissement de Paris de 1995 à 2008.
  - Noël Couëdel, journaliste et dirigeant de presse français.
  - Françoise Dürr, joueuse de tennis française d’origine algérienne.
  - Jean-Claude Lamant, homme politique français.
  - Bernard Lhomme, footballeur français.
  - Enrique Morente, chanteur espagnol († 13 décembre 2010).
  - Pierre Vial, homme politique français.
- 1943 : 
  - Vassilis Alexakis, écrivain franco-grec († 11 janvier 2021).
  - Wilson Fittipaldi, pilote automobile brésilien.
  - Hanna Schygulla, actrice allemande.
- 1944 : 
  - Jairzinho, footballeur brésilien.
  - Mansouri Meliani, criminel et terroriste algérien († 31 août 1993).
  - Jean-Christian Petitfils, historien et écrivain français.
- 1945 :
  - Pierre Chevalier, producteur français de cinéma († 9 mars 2019).
  - Taghreed Hikmat, juge internationale et femme politique jordanienne.
  - Noel Redding, bassiste britannique du groupe The Jimi Hendrix Experience († 11 mai 2003).
  - Paul Willson, acteur américain.
- 1946 : 
  - Jimmy Buffett, chanteur et compositeur américain († 1er septembre 2023).
  - Stuart Wilson, acteur britannique.
- 1947 : 
  - Alain Tourret, homme politique français.
  - Michael D. Roberts, acteur américain.
- 1948 :
  - Bernard Alane, comédien français.
  - Noël Mamère, journaliste puis homme politique français.
  - Barbara Mandrell, chanteuse et actrice américaine.
  - Alia Al Hussein, reine consort de Jordanie († 9 février 1977).
- 1949 :
  - Fatma Ben Saïdane, actrice tunisienne.
  - Nawaz Sharif, homme politique et d'État pakistanais, trois fois premier ministre.
  - Mary Elizabeth « Sissy » Spacek, actrice américaine.
  - Anne Spielberg, scénariste et productrice américaine, sœur cadette de Steven Spielberg.
- 1950 : 
  - Serge Chiesa, footballeur français.
  - Karl Rove, conseiller politique américain.
- 1951 : Conrad Homfeld, cavalier américain, champion olympique.
- 1952 : 
  - Desireless (Claudie Fritsch-Mentrop), chanteuse française.
  - CCH Pounder, actrice américano-guyanienne.
- 1954 : 
  - Amaral, footballeur brésilien.
  - Annie Lennox, chanteuse britannique.
  - Thubten Wangchen, moine tibétain.
- 1955 :
  - Noël Alpi, réalisateur et producteur de cinéma français.
  - Marc Taraskoff, peintre et illustrateur français († 2 mars 2015).
- 1956 : 
  - Stéphane Ferrara, acteur et boxeur français.
  - Christine Hakim, actrice indonésienne.
  - Charles William « Charlie » Lea, joueur de baseball américain († 11 novembre 2011).
- 1957 : Shane MacGowan, musicien irlandais. († 30 novembre 2023).
- 1958 :
  - Rickey Henderson, joueur de baseball américain († 20 décembre 2024).
  - Serge Jordan, pilote automobile français.
  - Alannah Myles, chanteuse et compositrice canadienne.
- 1959 : 
  - Michael P. Anderson, astronaute américain († 1er février 2003).
  - Pierre Ballester, journaliste sportif français.
- 1961 : 
  - Íngrid Betancourt, femme politique colombienne, ancienne otage des FARC.
  - Stefan Ruzowitzky, réalisateur autrichien.
  - David Thompson, homme politique barbadien († 23 octobre 2010).
  - Ghislaine Maxwell, criminelle américaine.
- 1962 : 
  - Marina Bazanova, handballeuse et entraîneuse ukrainienne († 27 avril 2020).
  - Jean-Marc Généreux, danseur de salon et de télévision et chorégraphe québécois.
  - Nabil Maâloul, footballeur international tunisien.
- 1963 :
  - Pascal Garbarini, avocat français.
  - Helno, chanteur français des Négresses Vertes († 22 janvier 1993).
  - Louis-Do de Lencquesaing, acteur français.
- 1965 : Werrason (Noël Ngiama Makanda dit), chanteur congolais, cofondateur de Wenge Musica.
- 1966 : 
  - Javier Frana, joueur de tennis argentin.
  - Darius Rochebin, journaliste suisse d'origine iranienne, en Suisse romande et en France.
- 1967 : 
  - Christophe Marguin, chef cuisinier français.
  - Carole Rousseau, animatrice et productrice de télévision française.
  - Jean-Noël Tronc, chef d’entreprise français.
  - Oleg Tinkov, homme d'affaires et milliardaire russe.
- 1968 :
  - Helena Christensen, mannequin danoise, Miss Danemark 1986.
  - Nemam Ghafouri, médecin humanitaire irakienne et suédoise († 1er avril 2021).
  - Guy-Noël Tapoko, footballeur camerounais.
- 1969 : Fred Børre Lundberg, skieur de combiné nordique norvégien.
- 1970 : 
  - Andy Fickman, réalisateur et scénariste américain.
  - Luis Antonio Moreno, footballeur colombien.
  - Olivier Sitruk, comédien et producteur français.
  - Chioma Ajunwa, athlète nigériane, championne olympique du saut en longueur.
- 1971 :
  - Dido, chanteuse britannique.
  - Christian Henson, compositeur de musique de film britannique.
  - Noël Sciortino, footballeur de plage français.
  - Hitomi Shiraishi, actrice japonaise.
  - Justin Trudeau, enseignant et homme politique canadien, 23e premier ministre du Canada depuis 2015.
- 1972 : Qu Yunxia / 曲云霞, athlète de demi-fond chinoise.
- 1973 : 
  - Gabriel Popescu, footballeur roumain.
  - Chris Harris, est un catcheur américain.
- 1974 : Eva Melander, actrice suédoise.
- 1975 : 
  - Mickaël Marsiglia, footballeur français.
  - Choi Sung-yong, footballeur sud-coréen.
- 1976 :
  - Armin van Buuren, disc-jockey et producteur néerlandais.
  - Tuomas Holopainen, musicien finlandais, claviériste de Nightwish.
  - Petar Metličić, handballeur croate.
  - Xavier Gallais, comédien et metteur en scène français.
  - Aïcha Kadhafi, avocate, et femme politique libyenne.
- 1978 : 
  - Jeremy Strong, acteur américain.
  - Jasmin Gerat, actrice allemande.
- 1979 : Laurent Bonnart, footballeur français.
- 1980 :
  - Reika Hashimoto (橋本麗香), mannequin et actrice japonaise.
  - Blaženko Lacković, handballeur croate.
  - Felipe Bragança, réalisateur brésilien.
  - Majid Rafizadeh, politologue américain.
  - Daniel Quaye, footballeur ghanéen.
- 1981 :
  - Laouni Mouhid dit « la Fouine », rappeur français.
  - Mario Alberto Santana, footballeur argentin.
  - Sonya Yoncheva, soprano bulgare.
  - Moneca Delain, actrice canadienne.
- 1983 : 
  - Mathieu Lahaye, athlète français, spécialiste du sprint.
  - Noah Chivuta, footballeur zambien.
  - Laure Miller, femme politique française.
- 1984 :
  - Alastair Cook, joueur de cricket anglais.
  - Loco (Manuel Antonio Cange dit), footballeur angolais.
  - Miloš Ninković (Милош Нинковић), footballeur serbe.
  - Kennedy Nketani, footballeur zambien.
  - Jessica et Lisa Origliasso, chanteuses australiennes de The Veronicas.
  - Hal Scardino, acteur américain.
  - Chris Richard, basketteur américain.
- 1985 : 
  - Martin Mathathi, athlète de fond kényan.
  - Delphine O, femme politique française.
  - Perdita Weeks, actrice galloise.
- 1986 : 
  - Alex Hepburn, chanteuse britannique.
  - Soffia Manousha, actrice et réalisatrice française.
  - Natália Bernardo, handballeuse angolaise.
- 1987 :
  - Felizardo Ambrósio, basketteur angolais.
  - Vítor Gomes, footballeur portugais.
  - Ceyhun Gülselam, footballeur turc.
  - Daniel Mojsov, footballeur macédonien.
  - Malika Akkaoui, athlète marocaine.
- 1988 :
  - Dele Adeleye, footballeur nigérian.
  - Alexis Birolini, joueur professionnel français de hockey sur glace.
  - Eric Gordon, basketteur américain.
  - Joãozinho, footballeur brésilien.
  - Solomon Owello, footballeur nigérian.
- 1989 : Djamel Benlamri, footballeur algérien.
- 1990 : 
  - Natanael, footballeur brésilien.
  - Moreno Moser, coureur cycliste italien.
  - Troels Harry, curleur danois.
  - Ramona Bachmann, footballeuse suisse.
- 1991 : 
  - Issam Jebali, footballeur tunisien.
  - Mamadou Koné, footballeur ivoirien.
  - Gaite Jansen, actrice néerlandaise.
  - Zhang Anda, joueur de snooker chinois.
- 1992 : 
  - Ogenyi Onazi, footballeur nigérian.
  - Emmanuel Okwi, footballeur ougandais.
  - Rachel Keller, actrice américaine.
  - Abdullah Al-Hafith, footballeur saoudien.
- 1993 : 
  - Leonardo Basso, coureur cycliste italien.
  - Madeleine Malonga, judokate française.
  - Camille Pailleau, chef pâtissière française.
  - Emi Takei, actrice japonaise.
  - Stole Dimitrievski, footballeur macédonien.
  - Ariadna Gutiérrez, Miss Colombie 2014.
- 1994 : Lalas Abubakar, footballeur ghanéen.
- 1995 : Ana Lucrecia Taglioretti, violoniste paraguayenne († 7 janvier 2020).
- 1996 : 
  - Romário Baldé, footballeur bissaoguinéen et portugais.
  - Emiliano Buendía, footballeur argentin.
  - Anthony Mandrea, footballeur algérien.
- 1997 : 
  - Kristján Örn Kristjánsson, handballeur islandais.
  - Camille Cabrol, skieuse acrobatique française.
  - Aurélie Monvoisin, patineuse de vitesse française.
- 1998 : Natália Kamalandua, handballeuse angolaise.
- Glory Ogbonna, footballeuse nigériane.
- 1999 : Adut Akech, mannequin australo-soudanaise.
- 2000 : 
  - Emanuel Aiwu, footballeur autrichien.
  - Wilfried Singo, footballeur ivoirien.
  - Luke Plapp, coureur cycliste australien.
  - Ismaila Coulibaly, footballeur malien.
  - Christy Ucheibe, footballeuse nigériane.

### XXIesiècle
- 2002 : Abakar Sylla, footballeur ivoirien.

## Décès

### VIIIesiècle
- 795 : Adrien Ier, 95e pape, en fonction de 772 à 795 (° vers 700).

### XIIesiècle
- 1156 : Pierre le Vénérable, abbé de Cluny (° 1092 ou 1094).

### XIIIesiècle
- 1294 : Mestwin II, duc de Poméranie orientale (° vers 1220).

### XVIIesiècle
- 1635 : Samuel de Champlain, explorateur français (° entre 1567 et 1580).

### XVIIIesiècle
- 1782 : Scipione Borghese, cardinal italien (° 1er avril 1734).

### XIXesiècle
- 1837 : Alexandre Balthazar Laurent Grimod de La Reynière, avocat, journaliste, feuilletoniste et écrivain français (° 20 novembre 1758).
- 1868 : Linus Yale Jr., inventeur américain (° 4 avril 1821).
- 1875 : Thomas « Tom » Morris, Jr., golfeur écossais (° 25 avril 1851).
- 1893 : Victor Schœlcher, homme politique français (° 22 juillet 1804).
- 1898 : Georges Rodenbach, poète symboliste belge (° 16 juillet 1855).
- 1899 :
  - Thomas Bradshaw, footballeur anglais (° 24 août 1873).
  - Elliott Coues, médecin militaire, historien, auteur et ornithologue américain (° 9 septembre 1842).

### XXesiècle
- 1926 : Yoshihito (大正天皇), 123e empereur du Japon, de 1912 à 1926 (° 31 août 1879).
- 1928 : Miles Burke, boxeur américain (° 15 janvier 1885).
- 1935 : Paul Bourget, écrivain français (° 2 septembre 1852).
- 1936 : Étienne Clémentel, homme politique français (° 29 mars 1864).
- 1938 : Karel Čapek, écrivain tchécoslovaque (° 9 janvier 1890).
- 1943 : Gustav von Seyffertitz, acteur et réalisateur américain d'origine allemande (° 4 août 1862).
- 1944 : Edwin Stanley, acteur américain (° 22 janvier 1880).
- 1945 : Rabod von Kröcher, cavalier de saut d'obstacles allemand (° 30 juin 1880).
- 1946 : W. C. Fields (William Claude Dukenfield dit), humoriste de vaudeville et acteur américain (° 29 janvier 1880).
- 1954 : Johnny Ace (John Marshall Alexander Jr. dit), chanteur américain (° 9 juin 1929).
- 1956 : Robert Walser, écrivain suisse (° 15 avril 1878).
- 1957 : 
  - Charles Pathé, producteur de films français (° 26 décembre 1863).
  - Käthe Dorsch, actrice allemande (° 29 décembre 1890).
- 1959 : Zoltán Blum, footballeur et entraineur hongrois (° 3 janvier 1892).
- 1960 : Helen Freeman, actrice américaine (° 3 août 1886).
- 1963 : Tristan Tzara (Samuel Rosenstock dit), poète et écrivain franco-roumain, un des créateurs du mouvement dada (° 16 avril 1896).
- 1969 : Maurice O'Connor Drury, psychiatre irlandais (° 3 juillet 1907).
- 1972 : Adrian Scott, scénariste et producteur américain (° 6 février 1912).
- 1973 : 
  - İsmet İnönü, militaire et homme politique turc, président de la république de Turquie de 1938 à 1950 (° 24 septembre 1884).
  - Gabriel Voisin, pionnier français de l’aéronautique (° 5 février 1880).
- 1974 : Ahmad Ismaïl Ali, militaire égyptien (° 14 octobre 1917).
- 1975 : 
  - Gaston Gallimard, éditeur français, fondateur des Éditions Gallimard (° 18 janvier 1881).
  - Ilia Zdanevitch, poète, historien d'art et éditeur franco-russe (° 21 avril 1894).
  - Stanisław Kot, historien et homme politique polonais, (° 22 octobre 1885).
- 1976 : 
  - Antonio Bruna, footballeur italien (° 14 février 1895).
  - Conduelo Píriz, footballeur uruguayen (° 17 juin 1905).
  - Daryl Lindsay, peintre australien (° 31 décembre 1899).
  - Irving Lerner, réalisateur américain (° 7 mars 1909).
  - Frankie Darro, acteur américain (° 22 décembre 1917).
  - Günther Arndt, chef de chœur allemand (° 19 avril 1907).
- 1977 : 
  - Charles Spencer « Charlie » Chaplin, acteur et réalisateur britannique (° 16 avril 1889).
  - Stanisława Umińska, actrice polonaise (° 17 novembre 1901).
  - Paul Villé, acteur français (° 18 octobre 1881).
  - Harald Strøm, patineur de vitesse norvégien (° 14 octobre 1897).
  - József Reményi, sculpteur et médailleur hongrois (° 23 janvier 1887).
  - Sory Kandia Kouyaté, maître griot et chanteur guinéen (° 25 août 1937).
  - Frank P. Keller, monteur américain (° 4 février 1913).
  - Arturo Acebal Idígoras, peintre et sculpteur espagnol (° 24 juillet 1912).
- 1978 : Patrick Walsh, homme politique américain (° 1er janvier 1892).
- 1979 :
  - Joan Blondell, actrice américaine (° 30 août 1906).
  - Jordi Bonet, peintre, céramiste, muraliste et sculpteur québécois d’origine catalane (° 7 mai 1932).
  - Lee Bowman, acteur américain (° 28 décembre 1914).
- 1983 : Joan Miró, peintre espagnol (° 20 avril 1893).
- 1985 : Jacques Monod, acteur français (° 21 août 1918).
- 1986 : Mikhaël Ivanhov, philosophe et pédagogue français, d'origine bulgare (° 31 janvier 1900).
- 1987 : 
  - Manolo González (Manuel González Cabello dit), matador espagnol (° 7 décembre 1929).
  - André Saint-Luc, acteur français (° 6 janvier 1901).
- 1989 :
  - Elena Ceaușescu, épouse de Nicolae Ceaușescu (° 7 janvier 1916).
  - Nicolae Ceaușescu, homme politique roumain, président de la république socialiste de Roumanie de 1974 à 1989 (° 26 janvier 1918).
  - Alfred Manuel « Billy » Martin, joueur de baseball américain (° 16 mai 1928).
- 1991 : 
  - Orane Demazis (Henriette Marie Louise Burgart dite), actrice française (° 4 septembre 1894).
  - Curt Bois, acteur allemand (° 5 avril 1901).
- 1993 : Blandine Ebinger, actrice et chanteuse allemande (° 4 novembre 1899).
- 1995 :
  - Henri Patrelle, footballeur et dirigeant sportif français (° 5 novembre 1918).
  - Emmanuel Levinas, philosophe français d'origine lituanienne (° 12 janvier 1906).
  - Dean Martin (Dino Paul Crocetti dit), chanteur et comédien américain (° 7 juin 1917).
- 1996 : Roger Duchesne, acteur français (° 26 juillet 1906).
- 1997 : Denver Pyle, acteur américain (° 11 mai 1920).
- 1999 : 
  - William Jay « Bill » Bowerman, entraîneur américain d'athlétisme, inventeur et cofondateur d'une multinationale (° 19 février 1911).
  - Peter Jeffrey, acteur britannique (° 18 avril 1929).
- 2000 : Willard van Orman Quine, philosophe américain (° 25 juin 1908).

### XXIesiècle
- 2002 : Íñigo Cavero, ministre espagnol, président du Conseil d'État et académicien royal ès sciences morales et politiques (° 1er août 1929).
- 2004 : Guennadi Strekalov (Геннадий Михайлович Стрекалов), cosmonaute russe (° 26 octobre 1940).
- 2005 :
  - Derek Bailey, guitariste britannique de musique improvisée (° 29 janvier 1930).
  - Birgit Nilsson (Birgit Märta Svensson dite), soprano suédoise (° 17 mai 1918).
- 2006 :
  - James Brown, chanteur et musicien américain (° 3 mai 1933).
  - Hiroaki Hidaka (日高 広明), tueur en série japonais (° 17 avril 1962).
- 2008 : 
  - Eartha Kitt, chanteuse américaine (° 17 janvier 1927).
  - Ann Savage (Bernice Maxine Lyon dite), actrice américaine (° 19 février 1921).
- 2009 : Vic Chesnutt, auteur-compositeur américain (° 12 novembre 1964).
- 2012 : Othmar Schneider, skieur alpin autrichien (° 27 août 1928).
- 2014 : 
  - Alberta Adams (Roberta Louise Osborn dite), chanteuse américaine de blues (° 26 juillet 1917).
  - David Ryall, acteur britannique (° 5 janvier 1935).
- 2015 : 
  - Zahran Allouche (زهران علوش), chef rebelle de la guerre civile syrienne (° 1971).
  - Philomène Bompoko Lomboto, joueuse de basket-ball congolaise (RDC) (° 3 mars 1961).
  - George Clayton Johnson, écrivain américain (° 10 juillet 1929).
  - Sadhana Shivdasani, actrice indienne (° 2 septembre 1941).
  - Jason Wingreen, acteur américain (° 9 octobre 1920).
- 2016 : 
  - George Michael (Georgios Kyriacos Panayiotou dit), chanteur britannique (° 25 juin 1963).
  - Léon Soulier, prélat français (° 13 janvier 1924).
- 2017 : Claude Haldi, pilote automobile suisse (° 28 novembre 1942).
- 2018 : 
  - Baldur Ragnarsson, poète islandais (° 25 août 1930).
  - Yoshitada Kōnoike, homme politique japonais (° 28 novembre 1940).
  - Sigi Schmid, entraineur de football germano-américain (° 20 mars 1953).
  - Law Hieng Ding, homme politique japonais (° 4 octobre 1935).
  - Nancy Roman, astronaume américaine (° 16 mai 1925).
- 2019 : 
  - Ari Behn, écrivain norvégien et ex-mari de la princesse Märtha Louise de Norvège (° 30 septembre 1972).
  - Lee Mendelson, producteur et réalisateur américain (° 24 mars 1933).
- 2020 : Soumaïla Cissé, homme politique malien (°20 décembre 1949).
- 2021 : 
  - Jean-Marc Vallée, réalisateur québécois (° 9 mars 1963).
  - Brij Lal, historien et homme politique indo-fidjien (° 21 août 1952).
  - Carmen Bourassa, productrice de télévision canadienne (° 1942).
  - Jacques Drillon, journaliste et écrivain français (° 25 juin 1954).
  - Guenshi Ever, chanteuse béninoise (° ).
- 2022 : 
  - Azuquita, chanteur de salsa panaméen (° 18 février 1946).
  - Jean Blondel, politologue et professeur d'université français (° 26 octobre 1929).
  - Françoise Bourdin, écrivaine et scénariste française (° 22 juillet 1952).
- 2023 :
  - Hannelore Bernhardt, historienne des mathématiques et des sciences allemande (° 20 juillet 1935).
  - Frieder Birzele, homme politique allemand (° 17 janvier 1940).
  - Jean-Claude Blanchard, footballeur français (° 14 novembre 1943).
  - Juliette Carré, actrice française (° 22 novembre 1933).
  - Marie Dabadie, journaliste et productrice de films française (° 19 novembre 1943).
  - Françoise Delbart, actrice française (° 18 avril 1930).
  - Élise Fischer, femme de lettres, romancière, journaliste et critique littéraire française (° 13 juillet 1948).
  - Richard Franklin, acteur britannique (° 15 janvier 1936).
  - Bill Granger, cuisinier et restaurateur australien (° 29 août 1969).
  - Horst Kant, physicien et historien des sciences allemand (° 22 mars 1946).
  - Alain Laurier, footballeur puis entraîneur français (° 12 septembre 1944).
  - Jean-François Monot, compositeur et chef d'orchestre suisse (° 1949).
  - Razi Moussavi, officier militaire iranien (° 1963).
  - Tom Priestley, monteur et monteur son anglais (° 22 avril 1932).
- 2024 :
  - Paul Abine Ayah, juriste et homme politique camerounais (° 1950).
  - Jax Dane, catcheur américain (° 10 mars 1976).
  - Jacques Diebold, footballeur français (° 28 novembre 1934).
  - Claude Emmanuel Eta-Onka, militaire, homme politique, écrivain, joueur de basket-ball et de handball congolais (° 23 mars 1946).
  - Eric Hänni, judoka suisse (° 19 décembre 1938).
  - Jean-Pierre Lacroix, haut fonctionnaire français (° 30 juin 1942).
  - Carlos Pedroso, escrimeur cubain (° 28 janvier 1967).
  - Bapsi Sidhwa, femme de lettres américaino-pakistanaise (° 11 août 1938).
  - Osamu Suzuki, industriel japonais (° 30 janvier 1930).

## Célébrations

### Internationales et nationales
- Journée de l'enfance, peut-être liée à la nativité de l'enfant Jésus dans plusieurs pays de l'Union africaine plus ou moins influencés par le christianisme voire les fêtes romaines ci-après : Cameroun, République centrafricaine, république démocratique du Congo, république du Congo, Gabon, Guinée équatoriale, Tchad.

### Religieuses
- Fêtes religieuses romaines : 
  - fin des brumalia(e) commencées vers le 24 november précédent du calendrier romain jusqu'à la veille 24 december, ayant inclus saturnales, opalia(e) d'hiver voire bacchanales, et peut-être instituées dès le VIIIe siècle av. J.-C. au début légendaire de la royauté ;
  - mithraïsme : fête la plus importante dudit culte antique rendu d'abord en Perse à partir du IIe siècle av. J.-C. au dieu solaire Mithra, pour sa naissance supposée et importé d'Orient comme plus tard Noël, à la même date symbolique approximative de solstice d'hiver, dans l'Empire romain, par certains soldats (re)venus desdites limites Est ;
  - Sol invictus / « Soleil invaincu », instauré dans le calendrier julien par l'empereur romain Aurélien en 274 comme patron principal de l’Empire romain toujours en référence au solstice boréal de la période du 21 décembre.

- Christianisme : Noël célébrant l'anniversaire supposé de la naissance de Jésus de Nazareth à une date fixée en l'an 354 par le pape Libère ci-avant, qui aurait ainsi choisi le solstice d'hiver (ou quasiment) en se basant sur les fêtes romaines de Sol invictus et Mithra ci-avant ; parmi les autres dates envisagées : 6 janvier, 28 mars, 19 avril (ces deux dernières étant finalement plus proches de la date ou période réelle retenue par des exégètes contemporains) et 29 mai. Du fait de l'importance de Noël pour le christianisme ce jour est férié tout comme souvent son lendemain, dans la plupart des pays de tradition chrétienne massive : la plupart des pays d'Europe, d'Amérique latine, d'Amérique du Nord, notamment (voir aussi la journée de l'enfance dans plusieurs États d'Afrique ci-avant).

### Saints des Églises chrétiennes

#### Sainte des Églises catholiques et orthodoxes
Saints des Églises catholiques et orthodoxes :
- Adalsinde († 715), abbesse à Marchiennes, fille de sainte Rictrude et saint Adalbaud.
- Anastasie de Sirmium († 303), vierge et martyre.
- Eugénie de Rome († vers 257), vierge romaine et martyre.
- Jovin et Basilée († v. 258), Martyrs.

#### Saints et bienheureux des Églises catholiques
Saints et bienheureux des Églises catholiques :
- Adam Chmielowski († 1916) dit Saint Albert, prêtre polonais, fondateur des Frères et sœurs du Tiers-Ordre de Saint François, servants et servantes des pauvres, à Cracovie, en Pologne.
- Angelina († 1435) — « Angelina de Corbara », « Angelina de Montegiove », « Angelina de Marciano », ou « Angelina de Foligno »[12], bienheureuse, qui érigea le monastère Sainte-Anne, à Foligno, en 1397 ; fêtée aussi le 15 juillet.
- Antonia Maria Verna († 1838), bienheureuse religieusue italienne fondatrice de congrégation.
- Bentivolius de Bonis († 1233), bienheureux franciscain italien.
- Folquet de Marseille († 1231) — ou « Foulques de Toulouse » —, bienheureux moine d'origine italienne devenu évêque de Toulouse.
- Jacopone da Todi († 1306), franciscain italien, auteur du Stabat Mater.
- Marie des Apôtres († 1907), bienheureuse religieuse allemande fondatrice de congrégation.
- Matthieu de Reims († 1134), chanoine devenu cardinal.
- Michel Nakashima († 1628), bienheureux jésuite japonais mort martyr.
- Pierre le Vénérable († 1156), bienheureux moine.
- Pierre Nolasque († 1258), religieux français.

### Prénoms du jour
- Noël et ses variantes féminines[13] : Noéla, Noèle, Noéli, Noélia, Noélie, Noéline, Noélise, Noëlla, Noella, Noëlle, Noëllia, Noêllie, Noëllise, Noëlly, Noély, Noélyne, Noélyse, Nolig, Nual(l)a, Marie-Noëlle, voire Navidad, Natividad, Nativita ; et masculine : Jean-Noël.
- Emmanuel et ses autres graphies : Emanuel, Emanuele, Immanuel, Man, Manoel, Manolo, Manolito, Manu, Manuel, Manuele (et non pas Niels des 11 décembre) ; ainsi que sa forme féminine Emmanuelle avec ses variantes : Emanuelle, Emanuela, Emmanuela, Emmanuele, Emmanuella, Manoela, Manola, Manolita, Manue, Manuel, Manuelle, Manuela, Manuella, Minou, Minouche (fête propre les 25 janvier, un mois plus tard et onze mois plus tôt) ;
- éventuellement Jésus et ses variantes et diminutifs espagnols castillans : Jesus, Xesus, Xesús, Chuchi ; et autres Sauveur, Salvador, Salvatore, Toto voire Théo, Théos.

Et aussi :
- Adalsinde et son diminutif Cyndie (également diminutif de Cendrillon, Cindirella, etc.).
- Adam et ses variantes : Adame, Adamo, Adams, Adan et Adem.
- Albert et ses variantes masculines : Albertin, Alberto, Aubert ; et formes féminines : Alberta, Alberte, Alberthe, Albertina, Albertine, etc.
- Eugénie et ses variantes : Eugenia, Eugénia, Gene, Genia, Génia, Genie, Génie, Gina (voir aussi les Virginie des 15 décembre et 7 janvier).
- Jacopone.

## Traditions et superstitions

### Dictons
- « À la Nau[14], les jours croissent d'un pas de coq. »[15] (avant l'aguilonneu / guilanneuf, aux 1er janvier post-1582, puis la saint-Antoine du 17 janvier etc.).
- « À Noël les moucherons, à Pâques les glaçons. »
- « Beaucoup de paille et peu de blé, quand Noël est éclairé. »
- « Beau temps à Noël, est un présent du ciel. »
- « Claire nuit de noël, claire javelle. »
- « Lune de Noël gouverne le temps jusqu'à la Saint-Jean (celle du 27 décembre suivant ?). »
- « Noël au balcon, Pâques aux tisons. »[16]
- « Noël aux tisons, Pâques au balcon. »[17]
- « Noël humide, greniers et tonneaux vides. »
- « Noël sans lune ; de cent brebis il n'en est pas une. »
- « Quand Noël est étoilé, force paille, guère de blé. »
- « Quand pour Noël on s'ensoleille, pour Pâques on brûle le bois. »
- « Qui prend le soleil à Noël, souvent à Pâques se gèle. »
- « Soir de Noël sombre, an d'ondées en grand nombre. »
- « Vent qui souffle à la sortie de la messe de minuit[18], dominera l'an qui suit. »

### Astrologie
- Signe du zodiaque : 4e jour du Capricorne.

## Toponymie
- Les noms de plusieurs voies, places, sites ou édifices de pays ou régions francophones contiennent cette date sous diverses graphies : voir Vingt-Cinq-Décembre .